# Дзбаниці
Дзбаниці (пол. Dzbanice) — село в Польщі, у гміні Покшивниця Пултуського повіту Мазовецького воєводства.
Населення — 151 особа (2011).
У 1975-1998 роках село належало до Цехановського воєводства.

## Демографія
Демографічна структура станом на 31 березня 2011 року:
|          | Загалом | Допрацездатний вік | Працездатний вік | Постпрацездатний вік |
| -------- | ------- | ------------------ | ---------------- | -------------------- |
| Чоловіки | 80      | 20                 | 54               | 6                    |
| Жінки    | 71      | 12                 | 43               | 16                   |
| Разом    | 151     | 32                 | 97               | 22                   |